# Ramón Eguiazábal
Ramón Eguiazábal Berroa noto semplicemente come Eguiazábal (Irun, 14 aprile 1896 – Lione, 1939) è stato un calciatore spagnolo, di ruolo centrocampista.

## Carriera

### Club
Con il Real Irun ha giocato tre finali di Copa del Rey, vincendo quelle del 1918 e del 1924 contro il Real Madrid e perdendo quella del 1922 contro il Barcellona.

### Nazionale
Ha partecipato ai Giochi Olimpici di Anversa 1920, scendendo in campo in tre occasioni senza mai segnare; il torneo si è concluso con la vittoria della medaglia d'argento da parte della sua nazionale.

## Palmarès

### Club

#### Competizioni nazionali
- Coppa di Spagna: 2

Real Union Irun: 1918, 1924

### Nazionale
- Argento olimpico: 1

Anversa 1920